# Драгун, Анатолий Андреевич
Анатолий Андреевич Драгун (1921—1984) — советский военачальник, генерал-лейтенант, активный участник Великой Отечественной и Афганской войн, умер при исполнении служебных обязанностей.

## Биография
Анатолий Андреевич Драгун родился 21 ноября 1921 года в городе Гомеле. В 1939 году он был призван на службу в Рабоче-Крестьянскую Красную Армию и добровольно поступил в Воронежское военное училище связи. После его окончания служил в различных войсковых частях.
С 26 июня 1941 года — на фронтах Великой Отечественной войне. В апреле 1942 года Драгун был назначен на должность начальника штаба 224-го отдельного батальона связи. Проявил себя как способный штабной работник, способный сколотить личный состав и поднять на должную высоту его работоспособность. Как отмечается в документах, благодаря его усилиям значительно возрос технический уровень командного состава, что позволяло батальону выполнять самые сложные боевые задачи. Не раз возглавлял группы, выезжавшие для организации связи на новых местах дислокации штабов, при этом справлялся со своими обязанностями в условиях нехватки проводов, недостатка в специалистах и технике, зачастую даже раньше срока.
Впоследствии стал начальником штаба 66-го отдельного Бобруйского Краснознамённого полка связи. В наступательных операциях завершающего периода войны он и возглавляемый им штаб сумел правильно спланировать расстановку сил и средств, что позволило вовремя и в нужных местах осуществить развёртывание узлов связи, причём Драгун лично руководил работами нескольких монтажных групп. Таким образом, командованию 1-го Белорусского фронта было обеспечено бесперебойной связью со стремительно продвигавшимися вперёд частями.
После окончания войны Драгун продолжил службу в Вооружённых Силах СССР. За более чем сорокалетнюю службу прошёл путь до начальника Управления Генерального штаба Вооружённых Сил СССР. Генерал-лейтенант Анатолий Андреевич Драгун после ввода советских войск в Афганистан неоднократно командировался в эту республику, где принимал участие в планировании и организации боевых действий ограниченного контингента. Скоропостижно скончался во время очередной такой командировки 10 января 1984 года в столице Демократической Республики Афганистан — городе Кабуле. Причиной смерти стала острая сердечная недостаточность. Похоронен на Кунцевском кладбище в городе Москве.

## Награды
- Орден Отечественной войны 2-й степени;
- Орден Трудового Красного Знамени;
- Три ордена Красной Звезды;
- Орден «За службу Родине в Вооружённых Силах СССР» 3-й степени.
- Медали «За оборону Сталинграда», «За Победу над Германией» и многие другие медали.